# Campeonato Europeu de Voleibol de Praia
Campeonato Europeu de Voleibol de Praia (CEV EuroBeachVolley) é a competição de voleibol de praia do continente Europeu na categoria adulto organizada pela Confederação Europeia de Voleibol (CEV) em ambos os naipes anualmente.Iniciada em 1993 na cidade de Almería apenas no naipe masculino, e celebrada pela primeira vez no naipe feminino a partir em 1994 na cidade de Espinho,  nas edições seguintes, em ambas variantes a sede foi a mesma.